# Surveyor–1
Surveyor–1 (angolul: térképész) az amerikai Surveyor-program első űrszondája, amely sima leszállást hajtott végre a Holdon.

## Küldetés
A NASA tévé-kamerával, talajmechanikai berendezésekkel és analizátorokkal felszerelt szerkezeteket juttatott a Hold felszínére, előkészítendően az emberes holdra szállást.

## Jellemzői
1966. május 30-án egy Atlas–Centaur kétfokozatú hordozórakétával indították a Air Force Eastern Test Range űrbázisról. A második kozmikus sebességet elérve direkt pályán indult a Hold felé. Repülés közben pályakorrekciót hideggáz-rakétákkal végeztek, helyzetét stabilizálták. A referencia érzékelők a Napot és a Canopus csillagot vették célba.
Holdra szállás közben a folyékony hatóanyagú fékezőrakéták működését az automata, fedélzeti radar-magasságmérő jelei vezérelték. Néhány méteres szabadesés után a három korong alakú leszállótalpra leszálló egységkén sikeres landolást hajtott végre. Az irányítás pontosságára jellemző, hogy első alkalommal alig 16 kilométerrel tért el a meghatározott célponttól. július 2-án landolt az Oceanus Procellarum nevű medencében. A Surveyor–1 és a Luna–9 azonos típusú területen érték el a Hold felszínét.
A Surveyor 3 méter magas, három lábon álló dúralumínium, csővázas építmény. A váz fogta össze a üzemanyagtartályt, rakétahajtóművet, telekommunikációs egységet, vezérlőegységet, az 1,5 méterre kinyúló manipulátorkart, antennákat. Energiaellátását akkumulátorok (cink-ezüst) és napelemek (1 négyzetméter) összehangolt egysége biztosította. Tömege induláskor 1.5 tonna, leszállás után 300 kilogramm, ebből 135 kilogramm a műszerpark.
A kamera és kiegészítő egységeivel 360 fokban 10 338 felvételt készített vörös, kék és zöld szűrők közbeiktatásával, ezeket átalakítás után a Földre sugározta, ahol összeállították a környezet színes panorámaképét. Szolgálati ideje az első holdéjszakával június 14-én befejeződött. június 18.-július 13. között további 11 147 képet küldött. Túlélt 10 havi holdéjszakát, utolsó adatszolgáltatása 1967. július 1-jén történt.
Június 4-én a földi irányítóközpont parancsára működésbe hozták az egyik irányítórakétát, ellenőrizve, hogy a Hold felszínén milyen változás történik. Megállapítást nyert, hogy a Hold felszínét nem porréteg borítja, többségében vulkáni eredetű anyagok találhatók.

## Külső hivatkozások
- Surveyor-1. spacefacts.de. (Hozzáférés: 2012. december 25.)
- Surveyor-1. nasa.gov. [2011. október 27-i dátummal az eredetiből archiválva]. (Hozzáférés: 2012. december 25.)
- Surveyor-1. lib.cas.cz. (Hozzáférés: 2012. december 25.)

| Elődje: Kezdet | Surveyor-program 1966–1968 | Utódja: Surveyor–2 |